# Mikołaj II Zorzi
Mikołaj II Zorzi – wenecki władca Markizatu Bodonitzy w latach 1410-1414. 

## Życiorys
Był synem Jakuba Zorzi. Był więźniem na dworze sułtana Mehmeda I w Adrianopolun na mocy traktatu wenecko-tureckiego. Jego panowanie w Markizacie Bodonitzy trwało krótko – państwo zostało podbite przez Turków. Mikołaj uciekł do Wenecji i zrzekł się praw na rzecz swego wuja Mikołaja III Zorzi. Zachował tytuł Pana Karistos (1414-1436). 